# Nymula arche
Nymula arche är en fjärilsart som beskrevs av William Chapman Hewitson 1865. Nymula arche ingår i släktet Nymula och familjen Riodinidae. Inga underarter finns listade i Catalogue of Life.